# Široki Brijeg
Široki Brijeg (w latach 1945–1990 Lištica) – miasto w Bośni i Hercegowinie, w Federacji Bośni i Hercegowiny, stolica kantonu zachodniohercegowińskiego, siedziba miasta Široki Brijeg. W 2013 roku liczyło 6149 mieszkańców, z czego większość stanowili Chorwaci.
W mieście swoją siedzibę ma klub piłkarski NK Široki Brijeg.

## Miasta partnerskie
- Vinkovci, Chorwacja